# Dotze
El dotze és el nombre que segueix l'onze i que precedeix el tretze. S'escriu 12 en xifres àrabs, XII en les romanes i 十二 en les xineses. L'ordinal és el dotzè. El quantitatiu és dotze (En tinc dotze). L'agrupament és la dotzena (Una dotzena d'ous).
Té sis divisors. El prefix que el designa és "dodeca-".
Ocurrències del dotze:
- La dotzena és una agrupació molt comuna, per exemple en comptar els ous; antigament i en determinats contextos, la paraula sou, podia tenir aquest sentit comptable per ser la suma de 12 diners.
- Hi ha dotze hores en el dia i dotze a la nit.
- És el nombre atòmic del magnesi.
- L'any té dotze mesos.
- Al zodíac hi ha 12 signes (el 12è és Piscis).
- Les tribus d'Israel eren 12, així com els apòstols de Jesucrist en record d'aquest fet.
- La bandera europea té 12 estrelles.
- Les tasques d'Hèrcules van ser 12.
- Passen 12 anys de matrimoni fins a les noces de seda.Dotze

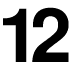
Dotze

- Dotze eren les ciutats centrals d'Etrúria.
- Hi havia dotze déus olímpics a la mitologia grega[1] i dotze titans abans que ells.
- És la màxima força a què pot arribar un huracà en l'Escala de Beaufort.
- El nombre de tecles de funció al teclat de l'ordinador.
- L'ésser humà té 12 parells de costelles.